# Episodi di The Blacklist (ottava stagione)
L'ottava stagione della serie televisiva The Blacklist è stata trasmessa in prima visione negli Stati Uniti da NBC a partire dal 13 novembre 2020 al 23 giugno 2021.
In Italia la stagione è andata in onda sul canale a pagamento Fox Crime dal 12 febbraio al 25 giugno 2021 (ep. 1-17), mentre dall'episodio 18 al 22 è stata trasmessa da Sky Investigation dal 3 al 10 luglio 2021. In chiaro è stata trasmessa su Rai 2 dal 5 giugno al 26 agosto 2022.
| nº | Titolo originale                     | Titolo italiano                      | Prima TV USA     | Prima TV Italia  |
| -- | ------------------------------------ | ------------------------------------ | ---------------- | ---------------- |
| 1  | Roanoke (No. 139)                    | Roanoke (nº 139)                     | 13 novembre 2020 | 12 febbraio 2021 |
| 2  | Katarina Rostova: Conclusion (No. 3) | Katarina Rostova: Conclusione (nº 3) | 20 novembre 2020 | 12 febbraio 2021 |
| 3  | 16 Ounces                            | 450 grammi                           | 22 gennaio 2021  | 19 febbraio 2021 |
| 4  | Elizabeth Keen (No. 1)               | Elizabeth Keen (nº 1)                | 29 gennaio 2021  | 26 febbraio 2021 |
| 5  | The Fribourg Confidence (No. 140)    | La Fribourg Confidence (nº 140)      | 5 febbraio 2021  | 5 marzo 2021     |
| 6  | The Wellstone Agency (No. 127)       | L'agenzia Wellstone (nº 127)         | 12 febbraio 2021 | 12 marzo 2021    |
| 7  | Chemical Mary (No. 143)              | Mary la Chimica (nº 143)             | 19 febbraio 2021 | 19 marzo 2021    |
| 8  | Ogden Greeley (No. 40)               | Ogden Greeley (nº 40)                | 26 febbraio 2021 | 28 maggio 2021   |
| 9  | The Cyranoid (No. 35)                | Il ciranoide (nº 35)                 | 5 marzo 2021     | 28 maggio 2021   |
| 10 | Dr. Laken Perillos (No. 70)          | La dottoressa Perillos (nº 70)       | 12 marzo 2021    | 4 giugno 2021    |
| 11 | Captain Kidd (No. 96)                | Il capitano Kidd (nº 96)             | 26 marzo 2021    | 4 giugno 2021    |
| 12 | Rakitin (No. 28)                     | Rakitin (nº 28)                      | 2 aprile 2021    | 11 giugno 2021   |
| 13 | Anne                                 | Anne                                 | 16 aprile 2021   | 11 giugno 2021   |
| 14 | Misère                               | Scacco al re                         | 23 aprile 2021   | 18 giugno 2021   |
| 15 | The Russian Knot                     | Il nodo russo                        | 30 aprile 2021   | 18 giugno 2021   |
| 16 | Nicholas Obenrader (No. 133)         | Nicholas Obenrader (nº 133)          | 7 maggio 2021    | 25 giugno 2021   |
| 17 | Ivan Stepanov (No. 5)                | Ivan Stepanov (nº 5)                 | 14 maggio 2021   | 25 giugno 2021   |
| 18 | The Protean (No. 36)                 | Il proteiforme (nº 36)               | 21 maggio 2021   | 3 luglio 2021    |
| 19 | Balthazar "Bino" Baker (No. 129)     | Balthazar "Bino" Baker (nº 129)      | 28 maggio 2021   | 3 luglio 2021    |
| 20 | Goodwin Page (No. 141)               | Goodwin Page (nº 141)                | 4 giugno 2021    | 10 luglio 2021   |
| 21 | Nachalo                              | L'origine di tutto                   | 16 giugno 2021   | 10 luglio 2021   |
| 22 | Konets                               | L'ultima decisione                   | 23 giugno 2021   | 10 luglio 2021   |

## Roanoke (nº 139)
- Titolo originale: Roanoke (No. 139)
- Diretto da: Andrew McCarthy
- Scritto da: Daniel Cerone

### Trama
Reddington mette la Task Force sulle tracce di Roanoke, un uomo specializzato nel far fuggire e poi sparire criminali. Red pensa che Katarina si stia servendo di Roanoke per arrivare a lui. In realtà l'uomo che viene identificato come Roanoke si trova in stato catatonico, e la macchinazione di Katarina ha lo scopo di rapire Dominic, che ha ripreso conoscenza dopo la sparatoria. Elizabeth ha promesso a Cooper la sua fedeltà ma ormai è sempre più sbilanciata verso Katarina, che le racconta di quando suo padre la accusò di essere N13, un misterioso agente russo in possesso di scottanti segreti, e come ciò sia la causa del fatto che ancora oggi le viene data la caccia. Con l'aiuto di Liz, Katarina riesce a rapire Dom.
- Ascolti USA: telespettatori 3 720 000[2]

## Katarina Rostova: Conclusione (nº 3)
- Titolo originale: Katarina Rostova: Conclusion (No. 3)
- Diretto da: Stephanie Marquardt
- Scritto da: Lukas Reiter

### Trama
Elizabeth e Katarina interrogano Dominic per scoprire i segreti relativi a N13 e all'Archivio Sikorsky. Sfruttando un incontro fra Liz e Ressler, Reddington sequestra Elizabeth e si mette in caccia di Katarina. Quando trova il suo nascondiglio lei sta già fuggendo, e fa in tempo solo a trovare Dom che gli confessa di averle "detto tutto" subito prima di morire. Katarina contatta uno dei referenti della Direttiva Townsend che le dà appuntamento in un parco, ma l'uomo è già ostaggio di Reddington. Quando Katarina si reca all'appuntamento trova solo il suo cadavere e poi si ritrova davanti a Red, che la uccide provocando la disperazione di Elizabeth.
- Ascolti USA: telespettatori 3 530 000[3]

## 450 grammi
- Titolo originale: 16 Ounces
- Diretto da: Andrew McCarthy
- Scritto da: John Eisendrath, Jon Bokenkamp e Lukas Reiter

### Trama
Elizabeth vuole uccidere Reddington per vendicare la morte di Katarina. Consegna a Cooper il distintivo e inganna Aram per ottenere un panetto di esplosivo col quale progetta un attentato a Red che fallisce all'ultimo momento perché lui subisce un nuovo malessere. Dembe lo porta in ospedale e si rivolge a Cooper per avere protezione. Liz ricorre all'aiuto di Esi, l'investigatrice privata cui si era già rivolta in precedenza, per organizzare un nuovo agguato a Reddington in ospedale; Ressler però riesce a sventarlo e rimane ferito nell'esplosione. Elizabeth si presenta allora da Ressler scusandosi per avere rischiato di ucciderlo e chiedendogli di ospitarla per una notte prima di ridarsi alla fuga. Reddington chiede a Cooper di mettere Liz in cima alla Blacklist.
- Ascolti USA: telespettatori 3 270 000[4]

## Elizabeth Keen (nº 1)
- Titolo originale: Elizabeth Keen (No. 1)
- Diretto da: Cort Hessler
- Scritto da: Sean Hennen

### Trama
Dopo avere trascorso una notte di passione con Ressler, Elizabeth contatta tutti i collaboratori di Reddington nella speranza di convincerli a passare dalla sua parte raccontando loro che a Red resta poco da vivere. Non riesce a convincere nessuno di loro, ma quando arriva a Marvin Gerard, il suo aiutante Skip Hadley decide di aiutarla e trae in inganno Red che, convinto sia Marvin a volerlo tradire, affida a lui l'accesso a tutti i suoi conti. Intanto la Task Force deve fare i conti con le difficoltà personali che i suoi componenti incontrano nel dare la caccia a Liz: dopo Ressler, anche Aram finisce per aiutarla a prelevare sua figlia, con la quale Elizabeth fugge in aereo insieme a Skip.
- Ascolti USA: telespettatori 3 430 000[5]

## La Fribourg Confidence (nº 140)
- Titolo originale: The Fribourg Confidence (No. 140)
- Diretto da: Andrew McCarthy
- Scritto da: Noah Schechter

### Trama
Una squadra di rapinatori, assoldata da Elizabeth, ruba una chiavetta USB crittografata appartenente a Reddington dal caveau di una banca. Intanto il Freelancer, uno dei primi casi sulla Blacklist della Task Force, potrebbe essere rilasciato se Liz non si presenterà in tribunale a testimoniare per rivelare la fonte delle sue informazioni, cioè Reddington. La Task Force però non riesce a trovarla, e nonostante gli sforzi di Cooper e Panabaker nello spiegare al giudice la situazione, questi ordina il rilascio del criminale, il che corrisponde proprio ai piani di Elizabeth. Cooper ritrova poi nella sua auto una chiavetta USB di cui ignora la provenienza: è quella rubata da Liz a Reddington.
- Ascolti USA: telespettatori 3 440 000[6]

## L'agenzia Wellstone (nº 127)
- Titolo originale: The Wellstone Agency (No. 127)
- Diretto da: Matthew McLoota
- Scritto da: Kelli Johnson

### Trama
L'agenzia Wellstone fornisce assistenza ai criminali che hanno bisogno di interpreti per comunicare in lingue diverse. Reddington è convinto che Elizabeth si sia servita di loro, e per questo mette la Task Force sulle sue tracce. Aram si candida ad essere assunto per cercare di scoprire con chi si è incontrata Elizabeth; quando scopre chi era il suo interprete, Reddington brucia sul tempo l'FBI e lo aiuta a fuggire in cambio della possibilità di incontrare il direttore dell'agenzia, dal quale ottiene il nome che cercava. Intanto Red ha ricevuto la notizia della morte di Glen (legata alla morte dell'attore Clark Middleton che lo interpretava), ed è costretto a convincere Huey Lewis a presenziare al suo memoriale, a causa di alcune storie inventate che Glen aveva raccontato alla madre. Nel frattempo Alina si mette nei guai: una sua amica rimane uccisa nell'incendio del ristorante in cui lavorava, appiccato da uno strozzino con cui il locale era indebitato, e lei finisce per farsi giustizia da sola, finendo poi per ricorrere all'aiuto di Reddington per far sparire la sua vittima. Cooper intanto ha chiesto ad Aram di decifrare la chiavetta USB che ha trovato, e questi, non riuscendoci, progetta di rivolgersi a un amico.
- Ascolti USA: telespettatori 3 440 000[7]

## Mary la Chimica (nº 143)
- Titolo originale: Chemical Mary (No. 143)
- Diretto da: Christine Moore
- Scritto da: Daniel Cerone

### Trama
Mary la chimica è una trafficante di armi chimiche estremamente letali, con la quale, a quanto risulta a Reddington, Elizabeth starebbe collaborando, così come con il Freelancer appena scarcerato. Quest'ultimo sabota la strumentazione di un aereo sul quale Mary deve viaggiare, apparentemente con l'intenzione di farlo schiantare e quindi ucciderla. In realtà il piano di Liz è molto sofisticato: fa rapire Mary prima che salga sull'aereo, e allo stesso tempo consente a Red e alla Task Force di rintracciare il Freelancer e di sventare l'incidente aereo. Intanto l'amico di Aram ha capito che la chiavetta USB è stata creata da un certo Rakitin e deve essere sbloccata con un'impronta digitale: Cooper riesce a recuperarne una di Reddington ed ottiene l'accesso ai dati, proprio mentre Red, volato a Mosca, sta parlando con un uomo che gli fa presente che se Cooper scopre il contenuto dovrà essere eliminato.
- Ascolti USA: telespettatori 3 380 000[8]

## Ogden Greeley (nº 40)
- Titolo originale: Ogden Greeley (No. 40)
- Diretto da: Michael Caracciolo
- Scritto da: Lukas Reiter

### Trama
Ogden Greeley è un esperto di sistemi di sicurezza degli Stati Uniti che decide di mettere all'asta le sue conoscenze. Cooper riceve da un Senatore che sta per dare le dimissioni la proposta di prendere il suo posto, a patto di votare favorevolmente per il budget sulle spese di sicurezza, la cui destinazione è riservata. Harold si rivolge allora a Reddington perché lo aiuti a scoprire come viene speso questo budget, e Red vince l'asta per aggiudicarsi i segreti di Greeley. In questo modo arriva a scoprire, e rivela a Cooper, che le spese del budget finiscono in buona parte ad una società appartenente al figlio del Senatore. Cooper rifiuta così la proposta, mentre la Task Force arresta Greeley. Intanto Red sembra provare interesse per una donna conosciuta in un parco, ma Dembe lo convince a non coinvolgerla nella sua vita.
- Ascolti USA: telespettatori 3 570 000[9]

## Il ciranoide (nº 35)
- Titolo originale: The Cyranoid (No. 35)
- Diretto da: Andrew McCarthy
- Scritto da: Allison Glock-Cooper e T Cooper

### Trama
Attraverso i dati trovati nella chiavetta, Cooper identifica le sole cinque persone che potevano esserne a conoscenza, e fa bloccare i loro nulla osta di sicurezza, in quanto uno di loro deve essere Rakitin. Rakitin è in effetti 
Andrew Patterson, uno dei cinque, che contatta allarmato Reddington invitandolo a occuparsi di Cooper, dopodiché uccide uno degli altri quattro per depistare l'FBI. Elizabeth sfrutta Mary la Chimica per ottenere un incontro con Neville Townsend, l'uomo che aveva emesso la direttiva contro sua madre convinto che si trattasse dell'agente N13, responsabile della morte della sua famiglia. All'incontro, su imbeccata di Reddington, c'è la sorveglianza della Task Force, che però viene notata e si scatena quindi un conflitto a fuoco a seguito del quale gli uomini di Townsend rapiscono Elizabeth mentre l'FBI arresta Mary, la quale svela poi di essere la sorella di Townsend. Costui vorrebbe interrogare Liz ma scopre che la donna che ha di fronte non è in realtà Elizabeth, ma un Ciranoide, ovvero una donna che le somiglia e agisce per suo conto, controllata da lei attraverso una telecamera e un auricolare. Attraverso di lei, Liz gli rivela che il vero N13 è Reddington e non era Katarina, e gli chiede il suo aiuto per ucciderlo; Townsend spedisce la sosia all'Ufficio Postale dove, davanti agli increduli Ressler e Aram, uccide Mary e poi riesce a fuggire. Intanto però Red è riuscito a contattare il capo dei ciranoidi e a farsi svelare l'identità della donna che impersona Elizabeth; va a casa sua e, intercettando il contatto radio con Liz, riesce a scoprire dove questa si trova. Recatosi sul posto però trova solo un telefono al quale risponde Townsend che gli rinfaccia di essere N13, ma lui nega. Intanto Cooper decide di far emettere un mandato di arresto per Elizabeth Keen.
- Ascolti USA: telespettatori 3 220 000[10]

## La dottoressa Perillos (nº 70)
- Titolo originale: Dr. Laken Perillos (No. 70)
- Diretto da: Phil Bertelsen
- Scritto da: Aiah Samba

### Trama
La dottoressa Perillo usa metodi di tortura medievali uniti a composti chimici velenosi per indurre le proprie vittime a rivelare i loro segreti. Dopo avere rapito Dembe, Townsend ricorre a lei per convincerlo a svelare ciò che sa dell'archivio Sikorsky. Reddington si offre come ostaggio posto di Dembe, e viene prelevato proprio mentre Dembe riesce a fuggire. In seguito è lo stesso Dembe che riuscirà a liberare Red, ma il suo tentativo di farsi rivelare dalla dottoressa dove si trova Townsend non ha successo.
- Ascolti USA: telespettatori 3 300 000[11]

## Il capitano Kidd (nº 96)
- Titolo originale: Captain Kidd (No. 96)
- Diretto da: Andrew McCarthy
- Scritto da: Sam Christopher

### Trama
Il capitano Kidd è un giovane criminale che usa il geocaching per consentire scambi di beni e persone fra bande criminali. Essendo stato ingaggiato da Townsend per consegnare all'Arabia Saudita un'oppositrice del suo regime, Reddington mette la Task Force sulle sue tracce nella speranza di arrivare a lui. L'FBI riesce a salvare la donna e a catturare Kidd, che però si mostra riluttante a collaborare per timore di Townsend, che infatti riesce a raggiungerlo e ucciderlo. Nel frattempo Patterson, pedinato da Park, si accorge di essere seguito e riesce a seminarla, facendo però intuire alla Task Force di essere lui Rakitin. Si confronta con Reddington facendogli notare che Cooper rappresenta una minaccia; Red cerca inutilmente di convincere Harold ad abbandonare la pista, mentre Patterson recatosi a Mosca riceve precise istruzioni sull'eliminazione dello stesso Cooper.
- Ascolti USA: telespettatori 3 290 000[12]

## Rakitin (nº 28)
- Titolo originale: Rakitin (No. 28)
- Diretto da: Mahesh Pailoor
- Scritto da: Lukas Reiter

### Trama
Su ordine dell'amico russo di Reddington, Rakitin tende un agguato a Cooper e lo sequestra con l'intenzione di ucciderlo. Reddington però permette alla Task Force di localizzarlo e intervenire, salvando Cooper e arrestando la spia. A quel punto Rakitin si accinge a parlare, ma Red ricorre all'aiuto di Alina: le rivela che l'uomo che lei gli aveva chiesto di far sparire non è in realtà morto ma vive sotto falsa identità e può ancora metterla nei guai; in questo modo la ricatta e la costringe a consegnare una lettera al detenuto. La lettera è in realtà un foglio bianco che porta un potentissimo veleno; dopo averlo toccato, Rakitin muore in pochi minuti. In seguito Reddington si confronta aspramente con l'amico russo, mentre Ressler tenta senza successo di incontrare Elizabeth, sempre nascosta.
- Ascolti USA: telespettatori 3 290 000[13]

## Anne
- Titolo originale: Anne
- Diretto da: Andrew McCarthy
- Scritto da: Sean Hennen

### Trama
Reddington si reca in Kansas a far visita ad Anne, la donna che aveva conosciuto in un parco a New York con la quale ha intrecciato una relazione. Townsend però riesce a rintracciarlo sul posto; Red allora, per proteggere Anne, si costituisce nella locale stazione di polizia. Dopo un sanguinoso assalto da parte degli uomini di Townsend, l'arrivo di rinforzi permette ai due di salvarsi e a Red di fuggire. In seguito Raymond decide di tornare da Anne ma la trova sotto il tiro della pistola di Elizabeth.
- Ascolti USA: telespettatori 3 530 000[14]

## Scacco al re
- Titolo originale: Misère
- Diretto da: Christine Gee
- Scritto da: Jon Bokenkamp e John Eisendrath

### Trama
La storia torna indietro di tre mesi, alla fuga di Elizabeth con Skip. Dopo avere commissionato il furto della chiavetta di Reddington, Liz si mette alla ricerca di Mr. French, l'uomo che aveva aiutato sua madre a sfuggire per 30 anni alla direttiva Townsend. Costui però è sparito. Ispirata da un'apparizione di Mr.Kaplan, decide allora di allearsi con Townsend. Per riuscirci ingaggia un avvocato per far uscire di prigione il Freelancer, lo incarica di uccidere Mary la Chimica per poi rapirla e salvarle la vita, convincendola a farle incontrare suo fratello; poi accetta di ucciderla su richiesta di Townsend, che la pone come condizione per collaborare con lei. In seguito convince la figlia di Dembe a piazzare una cimice addosso al padre; in questo modo scopre l'esistenza di Anne e il luogo dove vive, permettendo a Townsend di andare a cercarlo. Nel frattempo, fingendo un incidente d'auto, aveva conquistato la fiducia di Anne, e per questo la donna la fa entrare in casa poco prima del ritorno di Reddington. Liz sta per lasciarla andare ma Anne la aggredisce per difendere Red, e nella colluttazione Anne cade battendo la testa. Mentre Red cerca di soccorrerla, Liz vorrebbe sparargli ma non ne trova la forza.
- Ascolti USA: telespettatori 3 440 000[16]

## Il nodo russo
- Titolo originale: The Russian Knot
- Diretto da: Juan Avella
- Scritto da: Katie Bockes

### Trama
Townsend è in collera con Elizabeth per essersi fatta sfuggire Reddington, ma lei gli promette di dimostrare che lui è N13. Red induce la Task Force a recuperare una macchina cifrante di epoca sovietica da un museo di Minsk, sostenendo che servirà a decifrare le comunicazioni che Liz e Townsend scambiano con qualche loro alleato. L'FBI cerca allora di rubare la macchina, ma trova sul posto anche Elizabeth che voleva rubarla a sua volta. Dopo una colluttazione fra Liz e Alina, la Task Force riesce a recuperare la macchina; Elizabeth però, in contatto telefonico con Ressler, cerca di convincerlo che le comunicazioni cifrate avvengono in realtà fra Red e il suo contatto in Russia, e che Raymond voleva che l'FBI rubasse la macchina per impedire a lei di decifrarle. Cooper inganna Ressler e cerca di sfruttare un suo incontro con Liz per arrestarla, ma lei riesce a fuggire. Nel frattempo Reddington, affranto per la morte di Anne, riesce a trovare la figlia per regalarle tre milioni di dollari, sostenendo che si tratta dell'eredità di sua madre.
- Ascolti USA: telespettatori 3 350 000[17]

## Nicholas Obenrader (nº 133)
- Titolo originale: Nicholas Obenrader (No. 133)
- Diretto da: Daniel Willis
- Scritto da: Taylor Martin

### Trama
Reddington fa arrivare alle orecchie di Townsend l'informazione che uno dei suoi uomini gli ruba del denaro; in seguito mette la Task Force sulle tracce di Nicholas Obenrader, l'uomo che Townsend ha incaricato di trovare un sostituto. Dopo averlo arrestato, la Task Force organizza una messa in scena per permettere a Reddington di liberarlo attraverso un finto assalto armato; Red lo convince poi ricattandolo a suggerire a Townsend il nome di Priya Laghari, una nota ladra internazionale. Red ha fatto credere a Cooper che il compito di Priya sia spiare Townsend, ma in realtà lui vuole che lo uccida. Nel frattempo, le indagini sui messaggi cifrati portano la Task Force ad identificare Ivan Stepanov, il contatto russo di Reddington; Cooper vorrebbe che fosse Elizabeth ad organizzare il suo rapimento a Mosca, ma gli uomini di Townsend intercettano le telefonate fra lei e Ressler e riescono a precedere Esi, inviata da Liz per il rapimento. Stepanov si ritrova così faccia a faccia con Townsend, col quale prova ad affermare che l'Agente N13 fosse Katarina Rostova.
- Ascolti USA: telespettatori 3 200 000[18]

## Ivan Stepanov (nº 5)
- Titolo originale: Ivan Stepanov (No. 5)
- Diretto da: Adam Weisinger
- Scritto da: David Merritt

### Trama
Mentre Townsend tortura Stepanov per fargli svelare se N13 fosse Katarina Rostova o Reddington, Priya tenta senza successo di ucciderlo. La Task Force ed Elizabeth intuiscono che Townsend ha trovato Stepanov intercettando le loro comunicazioni. Reddington è preoccupato che Stepanov riveli a Townsend ciò che sa, perché teme che poi questi ucciderà Elizabeth. Mentre la Task Force, sfruttando le informazioni che Priya passa a Reddington, fa irruzione negli uffici di Townsend, Stepanov rivela allo stesso Townsend il segreto di Red. A quel punto Liz è in pericolo, e Reddington fa irruzione con una squadra nel nascondiglio dove Stepanov è prigioniero. A seguito del conflitto a fuoco, Red si rifugia in un locale blindato insieme a Dembe, Elizabeth, Stepanov e Priya. Poco più tardi arriva anche l'FBI, ma sia Townsend che il gruppo di Red riescono a fuggire. In seguito la Task Force contatta Reddington sperando di farsi consegnare Stepanov, ma Red riesce a farlo fuggire, dopodiché spiega a Cooper, molto sospettoso nei suoi confronti, che ora sono tutti nel mirino di Townsend e dovranno collaborare contro di lui.
- Ascolti USA: telespettatori 3 090 000[19]

## Il proteiforme (nº 36)
- Titolo originale: The Protean (No. 36)
- Diretto da: Michael Caracciolo
- Scritto da: Justine Neubarth

### Trama
Per trovare Elizabeth, Townsend assume il Proteiforme, un killer che usa le identità di persone decedute di recente. Dando la caccia a Keen, l'uomo uccide la sua squadra e poi trova sua sorella Jennifer, che pure vive sotto falso nome. La minaccia per attirare in trappola Liz, ma lei la mette in guardia e le due tentano di fuggire. Il proteiforme spara e colpisce Jennifer, che morirà poco dopo. Liz riesce poi a catturarlo e mentre lo sta interrogando arriva la Task Force imbeccata da Reddington; quando il proteiforme cerca di strappare la pistola a Liz, Ressler gli spara e lo uccide. Elizabeth viene arrestata.
- Ascolti USA: telespettatori 3 270 000[20]

## Balthazar "Bino" Baker (nº 129)
- Titolo originale: Balthazar "Bino" Baker (No. 129)
- Diretto da: Christine Moore
- Scritto da: Lukas Reiter

### Trama
Gli uomini di Townsend attaccano il convoglio che sta trasportando Elizabeth. Ressler rimane ferito ma lui e Keen riescono a fuggire e Reddington si rivolge a Balthazar "Bino" Baker per favorire la loro fuga. Quando scopre che sono inseguiti da Townsend però, Bino cambia idea. Ressler viene curato in una clinica clandestina dove Bino si presenta a prelevare Elizabeth per consegnarla a Townsend. La porta nel suo locale dove però, grazie ad un'informazione captata da Ressler, Reddington riesce ad arrivare prima di Townsend; uccide Bino e i suoi, ma subito dopo arriva Townsend che si appresta ad attaccare.
- Ascolti USA: telespettatori 3 330 000[21]

## Goodwin Page (nº 141)
- Titolo originale: Goodwin Page (No. 141)
- Diretto da: John Terlesky
- Scritto da: Lukas Reiter

### Trama
Reddington, Dembe e Liz riescono a sfuggire all'attacco di Townsend usando la rete sotterranea di Bino. Subito dopo Elizabeth fa perdere le sue tracce a Red e poi contatta Cooper che la convince a consegnarsi, mentre Reddington mette le mani su Goodwin Page, uno degli uomini di Townsend. Cooper fa chiudere Liz nella scatola blindata dell'Ufficio Postale per tenerla al sicuro, ma uno spettacolare blitz in elicottero la preleva bucando il tetto e portando via l'intero box. Cooper incolpa Townsend ma è stato Reddington a compiere l'operazione e a liberare Liz per prenderla sotto la sua custodia. Red inserisce un chip nel collo di Page per localizzare Townsend, ma Liz, tenuta prigioniera di fianco a lui, lo aiuta a togliersi il chip e a fuggire in cambio della promessa di convincere Townsend a lasciarla in pace e usare il chip per rintracciare e uccidere Reddington. Townsend accetta l'accordo, ma non riesce a rintracciare Reddington prima che lui parta in aereo con Liz. Mentre le condizioni di Ressler peggiorano in modo preoccupante, Red dice a Elizabeth di aver deciso di rivelarle tutti i suoi segreti, e la porta in Lettonia per mostrarle il luogo "dove tutto è iniziato". 
- Ascolti USA: telespettatori 3 160 000[22]

## L'origine di tutto
- Titolo originale: Nachalo
- Diretto da: Kurt Kuenne
- Scritto da: John Eisendrath, Jon Bokenkamp e Lukas Reiter

### Trama
Red mostra a Elizabeth il centro in cui raccoglie ed elabora le informazioni su cui si basa il suo impero criminale. Qui le racconta la storia di sua madre Katarina. Fu suo padre Dominic a decidere fin dall'inizio che lei sarebbe stata una spia; fu lui a decidere che avrebbe sposato Constantin Rostov e che in seguito Raymond Reddington sarebbe diventato il suo amante, da cui ebbe la figlia Masha. Quando Raymond scoprì che Katarina lo spiava, portò con sé Masha in America e creò il Fulcro per dimostrare che Katarina era una spia. Una lite fra i due portò la piccola Masha a sparare uccidendo il padre, mentre l'incendio della casa lasciò ustioni sia alla bimba che alla madre. Katarina, che insieme a Ilya Rostov aveva tradito il KGB per la Cabala, si trovò braccata da entrambi e attraverso Mr.Kaplan affidò Liz a Sam Milhoan, dopo averle fatto rimuovere i ricordi della tragedia. In seguito Ilya aveva realmente impersonato Reddington per avere accesso ai fondi che Katarina aveva costituito a suo nome, ma successivamente era stato un altro l'uomo che aveva assunto l'identità dello scomparso Reddington. Viene rivelato a Liz che la Katarina uccisa da Reddington non era in realtà sua madre, ma Tatiana Petrova, una donna che Dominic aveva deciso di sacrificare per simulare la morte di Katarina. Dopo il fallito attentato in cui era stato suo marito a perdere la vita, il falso (cioè l'attuale) Reddington aveva nascosto e protetto anche lei; ma negli anni Petrova aveva scoperto che Red nascondeva anche la vera Katarina, e a Parigi lo aveva rapito per scoprire dove si trovava. Quando era riuscita a scoprirlo da Dominic, Red l'aveva uccisa per impedirle di arrivare a lei. Ivan Stepanov era l'uomo che aveva fornito i 13 file dell'archivio Sikorsky, da cui Red era partito per costruire il suo impero criminale. Prima che Liz possa scoprire la vera identità di Reddington o dove si trova Katarina, Townsend attacca il sito, ferendo gravemente Liz. Red e Dembe la portano in un bunker sotterraneo, da cui attivano un dispositivo di autodistruzione che uccide Townsend e i suoi uomini.
- Ascolti USA: telespettatori 2 350 000[24]

## L'ultima decisione
- Titolo originale: Konets
- Diretto da: John Terlesky
- Scritto da: Jon Bokenkamp e John Eisendrath

### Trama
Reddington fornisce alla Task Force informazioni su coloro che più probabilmente si contenderanno l'impero criminale di Townsend. Si preoccupa anche del futuro di Elizabeth e, sapendosi gravemente malato, le chiede di ucciderlo pubblicamente per mandare un segnale forte al mondo criminale sulla sua credibilità nella successione. In seguito potrà avere una lettera di sua madre in cui le vengono rivelate le ultime verità nascoste. Liz in un primo momento rifiuta ma poi si convince ad accettare; quando però arriva il momento, fatica a trovare la forza; uno degli uomini di Townsend le spara alla schiena. Reddington uccide l'uomo ma poi Elizabeth muore fra le sue braccia. Dembe lo porta via subito prima che Ressler e la Task Force sopraggiungano sulla scena del crimine trovando Liz morta sull'asfalto.
- Ascolti USA: telespettatori 2 240 000[25]